# Campionati mondiali di volo con gli sci 1990
I Campionati mondiali di volo con gli sci 1990, undicesima edizione della manifestazione, si svolsero dal 23 al 25 febbraio a Vikersund, in Norvegia, e contemplarono esclusivamente la gara individuale maschile. A causa delle condizioni atmosferiche avverse fu realizzata una sola serie di salti.

## Risultati
| Posizione | Atleta               | Nazione        | Punti |
| --------- | -------------------- | -------------- | ----- |
| 1         | Dieter Thoma         | Germania Ovest | 357,7 |
| 2         | Matti Nykänen        | Finlandia      | 350,8 |
| 3         | Jens Weißflog        | Germania Est   | 349,3 |
| 4         | Andreas Felder       | Austria        | 346,4 |
| 5         | Ole Gunnar Fidjestøl | Norvegia       | 340,0 |
| 6         | Ari-Pekka Nikkola    | Finlandia      | 339,2 |

Trampolino: Vikersundbakken

## Medagliere per nazioni
| Posizione | Nazione        | Oro | Argento | Bronzo | Totale |
| --------- | -------------- | --- | ------- | ------ | ------ |
| 1         | Germania Ovest | 1   | 0       | 0      | 1      |
| 2         | Finlandia      | 0   | 1       | 0      | 1      |
| 3         | Germania Est   | 0   | 0       | 1      | 1      |